# Manuel Ojeda
Manuel Ojeda (ur. 4 listopada 1940 w La Paz, zm. 11 sierpnia 2022) – meksykański aktor filmowy i telewizyjny.

## Filmografia

### Filmy
- 1984: Miłość, szmaragd i krokodyl jako Zolo

### Telenowele
- 1981: Prawo do narodzin jako Armando
- 1999: Labirynt namiętności jako Genaro Valencia
- 2000: Cena miłości jako Dr. Octavio Rangel
- 2004: Grzesznica jako Jacobo Guzmán
- 2008: Miłosny nokaut jako Hilario
- 2009: Verano de amor jako Clemente Matus
- 2012: Ja, ona i Eva jako Eduardo Moreno
- 2013: Burza jako Ernesto Contreras
- 2014: Kotka jako Abel Cruz / Fernando de la Santacruz „El Silencioso"
- 2017-2018: Światło twoich oczu jako komendant Zamora